# Artel
Artel Electronics (Artel или Artel Electronics Group) — производитель бытовой техники и электроники. Состоит из группы профильных компаний в составе холдинга ООО «Artel Electronics» базирующейся в Ташкенте, Узбекистан.
Компания занимается производством бытовой техники, комплектующих, бытовой электроники и послепродажным обслуживанием. Предлагает продукцию как под собственной торговой маркой Artel, так и под марками Shivaki, Avalon, Vesta и Royal. Также Artel является официальным региональным партнером Samsung и Viessmann в Узбекистане. Продукция поставляется как на рынок Узбекистана, так и экспортируется в другие страны.
Группа имеет 9 000 сотрудников, около 20 производственных предприятий в шести регионах Узбекистана. Продукция поставляется как на рынок Узбекистана, так и экспортируется в другие страны. Годовая выручка Artel Electronics Group составляет порядка 450 миллионов долларов США. 
Материнская компания — AKFA Group. Слоган бренда — «Надежно и выгодно».

## История
История компании Artel Electronics берёт своё начало в 2011 году, когда было принято решение о запуске производства бытовой техники под собственной торговой маркой. В рамках акционерного общества «Узэлтехсаноат» в Узбекистане создавались различные профильные предприятия, в том числе с совместные с иностранным инвесторами. Так, узбекистанская Artel подписала договора о стратегическом сотрудничестве с южно-корейскими брендами Samsung, известной китайской компанией Midea Group, одним из лучших итальянских промышленников Gloria. Выпуск газовых плит под маркой Artel был налажен на ДП Eko Elektron в Ташкенте, кондиционеров — на производственных площадках СП Neo Sun Light, а микроволновые печи под брендом Samsung — на СП Neo Sun Light. Также в 2011 году была организована технологическая линия по производству пылесосов Samsung была на узбекско-британском совместном предприятии White Machine Technology в Нукусе.
В 2012 году компания начала производство полуавтоматических стиральных машин, телевизоров и холодильников. Приборы собирались из сторонних комплектующих, компания обозначила повышение уровня локализации. В этом же году Artel начала производить смартфоны под собственной маркой.
В 2014 году Artel расширяет производственные мощности путём реконструкции простаивающих помещений бывшего Ташкентского моторного завода на окраине Ташкента в Бектемирском районе. Также был осуществлён запуск производственной линии по выпуску печатных плат поверхностного монтажа и начался выпуск продукции под брендом «Shivaki».
В 2015 году представители Google выбрали Artel для налаживания производства своей линейки телефонов Android One. В этом же году был представлен первый смартфон (в 2021 году, производство Android One было прекращено).
В 2015 году компания Artel совместно с Samsung запустила новый завод в Заамине по производству LCD-мониторов для персональных компьютеров.
С 2017 года, в результате либерализации валютного рынка и других политических реформ в стране, начался новый этап развития компании. Усилилось экспортное направление. В целях ознакомления с результатами проводимых в стране реформ, а также производственного процесса, Президент Республики Узбекистан Шавкат Мирамонович Мирзиеёв посетил один из заводов компании в Яшнабадском районе города Ташкента. 
В 2017 году на мощностях Artel запустилось производство электрических водонагревателей под брендом Royal. В 2018 году было налажено производство газовых котлов.
В 2019 году Компания запустила новый завод в городе Ахангаран по производству телевизоров, а в 2021 году было начато производство комплектующих деталей электродвигателей для стиральных машин и кондиционеров в Хорезме.
Дальнейшие политические и экономические реформы в стране, включая налоговую реформу в 2019 году отменили существовавшие ранее ограничения по размерам и росту компаний, что позволило создать единую холдинговую структуру с материнской компанией ООО «Artel Electronics». И уже в 2020 году Компания консолидировала финансовую отчетность Группы в соответствии с Международными стандартами финансовой отчетности и получила заключение от аудиторской компании «Большой четверки» Deloitte and Touch. Также в Artel была внедрена система корпоративного управления в соответствии с новой организационной структурой, что подразумевало под собой создание профессионального Наблюдательного совета. В этот совет был приглашен независимый член, Ким Уи Так, ранее занимал пост старшего вице-президента компании Samsung Electronics.
В 2020 году в Таджикистане состоялось торжественное открытие совместного предприятия Artel Avesto Electronics. На церемонии участвовали министры двух стран.
В июне 2021 года Artel получила кредитный рейтинг международного рейтингового агентства Fitch Ratings (B, прогноз «Стабильный»). Fitch Ratings, одно из международных кредитных агентств «Большой тройки» отметило «ведущую позицию Artel на внутреннем рынке» и высоко оценило «успешное и долгосрочное сотрудничество» со всемирно известными OEM-производителями.
В июне 2022 года Artel стала первой частной производственной компанией, выпустившей корпоративные облигации на Ташкентской фондовой бирже. Дебютный выпуск компании прошел успешно и выпущенные облигации были размещены в полном объеме.
К 2022 году, в результате проводимых с 2017 года реформы в экономике, компания Artel экспортировала свою продукцию в 13 стран. Основная доля экспортная приходилась в страны Центральной Азии. Так, в Казахстане доля Artel на рынке стиральных машин выросла до 80,2%, в Кыргызстане до 30%, в Таджикистане до 42%. На рынке кухонных плит доля Artel в Казахстане достигла 46,8%. Также продукция Artel стала популярной в Азербайджане и в других странах.
В августе 2024 года рейтинговое агентство Fitch Ratings повысила кредитный рейтинг ООО Artel Electronics до уровня «В» с прогнозом «Позитивный».

## Продукция
Линейка продукции компании Artel включает в себя холодильники, стиральные машины, кондиционеры, телевизоры, пылесосы, электрические водонагреватели, газовые котлы, мини-духовки, кухонные плиты, вытяжки и мониторы.
Компания представляет свою продукция под марками Artel, Shivaki, Avalon и Royal.

### Партнёрство
- Samsung: Компания начала свое сотрудничество с Samsung Electronics Co Ltd в 2011 году.
- Shivaki: Начиная с 2014 года Artel выпускает продукцию под торговой маркой бренда бытовой техники Shivaki.
- Viessmann: В 2019 году Artel начала сотрудничество с немецкой компанией Viessmann, является региональным партнером компании по производству газовых котлов.

## Структура и предприятия
ООО «Artel Electronics» — Материнская холдинговая компания
- ООО «Techno Continental» — производство холодильников и стиральных машин
- ООО «Quality Device» — производство телевизоров
- ООО «Next Generation Product» — производство электрообогревателей, кухонных плит и вытяжек
- ООО «Quality Electronics» — производство кондиционеров
- ООО «Future Industry Systems» — производство двигателей
- ООО «Trust Electronics» — производство запчастей для бытовой техники
- ООО «Prime Electric Engineering» — производство пылесосов
- ООО «Smart Communications» — производство мобильных телефонов
- ООО «Cyberspace Development Centre» — IT-разработка и поддержка
- ООО «New Profi Technology» — ремонтные услуги
- ООО «Eco Device» — производство бытовой электроники
- ООО «Bukhara Next Generation Products» — производство электрообогревателей, кухонных плит и вытяжек

### География заводов
Компания имеет производственные площадки в шести регионах Узбекистана:
- Ташкент
- Ташкентская область
- Нукус
- Заамин
- Сурхандарьинская область
- Хорезмская область

## Социальная активность
Компания предприняла меры для обеспечения питьевой водой одного из сел в Джизакской области. Также, Artel активно продвигает идею защиты прав женщин и девушек, поддерживая ежегодную международную кампанию ООН «16 дней активизма против гендерного насилия» и другие инициативы среди сотрудников компании. В 2017 году открылась школа частная школа.
В 2021 году Artel присоединилась к Глобальному договору ООН, а в октябре 2022 года совместно с ООН компания выступила соорганизатором первого в Узбекистане мероприятия «За устойчивое развитие бизнеса».
28 февраля 2024 года компания стала титульным спонсором Суперлиги Узбекистана по футболу до конца 2026 года.